# Roswitha März
Roswitha März (Varnsdorf, 15 de outubro de 1940) é uma matemática alemã, conhecida por sua pesquisa sobre sistemas de equações algébricas diferenciais. É professora emérita de matemática na Universidade Humboldt de Berlim.

## Formação e carreira
Nasceu em 15 de outubro de 1940 em Varnsdorf, pertencente atualmente à República Tcheca. A partir de 1960 estudou matemática na Universidade de Leningrado, atual Universidade Estatal de São Petersburgo, obtendo um diploma em 1965. Obteve um doutorado na Universidade de Tecnologia de Chemnitz em 1970, com a tese Interpolation mit Parameteroptimierung, orientada por Frieder Kuhnert.
Trabalhou na Universidade Humboldt de Berlim a partir de 1968, primeiro como pesquisadora e depois como membro do corpo docente, servindo como decana da faculdade de matemática de 1990 a 1991 e tornando-se professora universitária em 1992.

## Livros
März é autora ou coautora de livros, incluindo:
- Differential-algebraic equations: a projector based analysis (with René Lamour and Caren Tischendorf, Springer, 2013)[4]
- Differential-algebraic equations and their numerical treatment (with Eberhard Griepentrog, Teubner, 1986)[5]
- Parametric multistep methods (Humboldt University, 1979)[6]